# Elígeme (Chile)
Elígeme es un programa de televisión chileno emitido por el canal Mega, basado en el formato del programa británico Take Me Out.
Si bien la versión del Reino Unido es la original, la versión chilena posee elementos de ésta y también de otras versiones: el sonido cuando una chica apaga (Reino Unido), la flecha roja en los vídeos (Holanda), los diálogos extensos con el participante (España) o el eslogan No te garantizamos el amor, pero sí la diversión (ídem). No obstante, la versión chilena también tiene sus propios elementos, como la adaptación de la cortina característica y el sonido de blackout.

## Modo de juego
A grandes rasgos, el programa consiste en que un chico se enfrenta a las 30 chicas para intentar seducirlas o impresionarlas para que alguna de ellas quiera salir con él. Mientras dura la participación, las chicas están tras unos paneles luminosos blancos con sus nombres en ellos. Si el soltero les gusta, pueden seguir mirando su presentación tranquilamente; pero si en un momento por alguna razón no les agrada pueden apretar un botón en su panel que lo vuelve rojo y así demostrar su desaprobación. Una vez que una chica presiona su botón, ya no hay vuelta atrás y no puede arrepentirse. Cuando las 30 chicas han presionado su botón, el soltero queda en blackout y se va sin cita, pero puede ocurrir que, una vez que el chico termina su presentación, haya una o más chicas con su panel aún blanco (no han presionado el botón de desaprobación) y será el turno de él para elegir entre las chicas restantes y tener así una cita con una de ellas.
- Primera prueba: el chico baja por un ascensor, hace un pequeño show y se presenta. Las chicas deben votar después de esto.
- Segunda y tercera prueba: si en la prueba anterior el chico aún no ha recibido un blackout, puede demostrar alguna habilidad en el escenario o mostrar un vídeo sobre su vida, pasatiempos o hábitos. Las chicas deben votar durante la presentación o el vídeo, lo que puede significar que el soltero quede en blackout en la mitad de su prueba (aunque en algunos casos especiales las chicas deben votar sólo después de la prueba).
- Si después de las tres pruebas hay solamente una chica con su panel aún blanco, será ella quien tendrá la cita.
- Él tiene el poder: si después de las tres pruebas hay tres o más chicas con su panel aún blanco, es hora de que el chico apriete los botones y escoja a dos para la fase final.
- Pregunta asesina y elección final: si después de las tres pruebas quedan solo dos chicas con su panel aún blanco, el soltero pasa inmediatamente a esta fase. Ambas chicas deben responder una pregunta, previamente escrita por el soltero, y luego él debe elegir a una de las dos para irse a una cita.

Cabe destacar que cuando una chica obtiene una cita, debe abandonar el programa y ser reemplazada por otra.

## Programa piloto
Un corto programa piloto de 10 minutos fue grabado mucho antes del estreno de Elígeme. Conducido por el locutor Felipe Wuth, fue grabado en el estudio de la temporada de verano 2009 de Mucho Gusto, habiendo ubicado dos monitores con el logo de la versión holandesa de Take Me Out. Un soltero, John Escobar (quien es en realidad uno de los productores del programa), se enfrenta a 4 mujeres: Francisca, Carola, Julia y Marcela. Después de sus 3 pruebas; presentación, canto y un vídeo (un fragmento del vídeo de Javier Morales del capítulo 1); se queda con Carola, finalizando así el capítulo.
(Ver el vídeo en Enlaces externos)

## Primera temporada
Su primer capítulo se emitió el miércoles 24 de marzo de 2010 a las 22:30, conducido por el cantante Luis Jara, en el cual presentaron a las 30 primeras chicas solteras y enseñaron el modo de juego.
Inicialmente se tenían planificados 12 capítulos, donde 4 solteros desconocidos (en el primer capítulo fueron 5) se enfrentaban a las 30 chicas, demostraban sus habilidades y hablaban de su vida. Sin embargo, dado el éxito del programa, se decidió extender la temporada en 7 capítulos más, y en el capítulo 19 se decidió extenderla indefinidamente. La primera temporada fue finalizada definitivamente en su capítulo 24.
- Capítulo 1: programa grabado, 5 solteros desconocidos.
- Capítulos 2-12: programa grabado, 4 solteros desconocidos.
- Capítulos 13-17: programa en vivo y en directo, 2 solteros famosos.
- Capítulo 18: programa grabado, 3 solteros famosos.
- Capítulo 19: programa grabado, 2 solteros famosos.
- Capítulos 20-24: programa en vivo y en directo, 2 solteros famosos. En conmemoración del bicentenario de Chile, su segunda prueba era un video donde acompañaban a gente que realiza actividades típicas chilenas

### Las chicas
Estas son las primeras 30 chicas del programa, ordenadas de izquierda a derecha:
| 1. Camila Ossandón        | 11. Romina La Gambino  | 21. Rosángela Mosquera |
| 2. Paula Anguita          | 12. Constanza Vizcaíno | 22. Alejandra González |
| 3. Carla Ocaranza         | 13. Camila Recabarren  | 23. Carla Marambio     |
| 4. Erika Romero           | 14. Judith Osorio      | 24. Noelia Pavez       |
| 5. Karina García          | 15. Marcela Valdivieso | 25. Lorena Leiva       |
| 6. Loreto Saavedra        | 16. Carol Ramírez      | 26. Andrea             |
| 7. María Jesús Morales    | 17. María Paz Schmidt  | 27. Francisca Mella    |
| 8. Gabriela Guzmán        | 18. Paloma Chamorro    | 28. Carolina Lazcano   |
| 9. Aynara Eder            | 19. Fernanda Candia    | 29. Joan Espinoza      |
| 10. Montserrat Fuenzalida | 20. Paula Rodríguez    | 30. Josefina Gómez     |

### Historial de citas
|             | Chico                       | Chica                     | Chica reemplazante        | Abandono ¹         | Reemplazante por abandono |
| Capítulo 1  | Pedro Balboa                | Lorena Leiva              | Mariela Fuentes           |                    |                           |
| 24-03       | Leonardis Cardosa           | Alejandra González        | Daniela Palacios          |                    |                           |
|             | Javier Morales              | Sin cita                  |                           |                    |                           |
|             | Edison Heicha               | Sin cita                  |                           |                    |                           |
|             | Antonio Pizarro             | Sin cita                  |                           |                    |                           |
| Capítulo 2  | Fabián Herrera              | Daniela Palacios          | Constanza Kreuzig         |                    |                           |
| 31-03       | Vicente Garcia              | Carla Ocaranza            | Viviana Olate             |                    |                           |
|             | Halasius Bradford           | Carol Ramírez             | Karen Gómez               |                    |                           |
|             | Eric                        | Constanza Vizcaíno        | Viviane Almeida           |                    |                           |
| Capítulo 3  | Adrián Hernández            | Andrea                    | Carmen Gloria "Coca" Moya | Paula Rodríguez    | Mirian Forteza            |
| 07-04       | Pablo                       | Viviane Almeida           | Macarena Yob              |                    |                           |
|             | Joao Da Silva               | Sin cita                  |                           |                    |                           |
|             | Fabricio                    | Sin cita                  |                           |                    |                           |
| Capítulo 4  | Miguel Ángel León           | Macarena Yob              | Katherina Zapata          | Joan Espinoza      | Bisleydis Berrocal        |
| 14-04       | Rodrigo Delgado             | Sin cita                  |                           |                    |                           |
|             | Iván                        | Karina García             | Sthefany Niño             |                    |                           |
|             | Roberto Martínez            | Sin cita                  |                           |                    |                           |
| Capítulo 5  | Miguel Hernández            | Aynara Eder               | Antje Bracker             |                    |                           |
| 21-04       | Israel                      | Sin cita                  |                           |                    |                           |
|             | Julio Olid                  | Judith Osorio             | Susana Agurto             |                    |                           |
|             | Wilson Sepúlveda            | Constanza Kreuzig         | Carol Ramírez             |                    |                           |
| Capítulo 6  | Francisco Avaria            | Carolina Lazcano          | Yocelyn Allel             |                    |                           |
| 28-04       | Eddy                        | Antje Bracker             | Tania Vásquez             |                    |                           |
|             | Daniel                      | Sin cita                  |                           |                    |                           |
|             | Patricio                    | Viviana Olate             | Alejandra González        |                    |                           |
| Capítulo 7  | Tomás                       | Camila Recabarren         | Claudia Rivero            | Josefina Gómez     | Andrea Schelchili         |
| 05-05       | José Yoama Putzulu          | Andrea Schelchili         | Luisa García              |                    |                           |
|             | Gonzalo                     | María Jesús Morales       | Daniela Urrutia           |                    |                           |
|             | Rodrigo Campos              | Sin cita                  |                           |                    |                           |
| Capítulo 8  | Klaus Polz                  | Mirian Forteza            | Katarina Crawford         |                    |                           |
| 12-05       | Esteban Rojas               | Montserrat Fuenzalida     | Ángeles López             |                    |                           |
|             | Dennis Olivares             | Sin cita                  |                           |                    |                           |
|             | Pablo Peñaloza              | Susana Agurto             | Sofía Muñoz               |                    |                           |
| Capítulo 9  | Gonzalo Morrison            | Nathaly                   | Paulina Calcagno          | Yocelyn Allel      | Verónica Madrid           |
| 19-05       | Andrew Holmes               | Sin cita                  |                           | Marcela Valdivieso | Margareth Zerené          |
|             | John Quintero               | Verónica Madrid           |                           | Noelia Pavez       | Natalia Mayer             |
|             | Ashtar Alfaro               | Gabriela Guzmán           | Catherine Herrera         | Camila Ossandón    | Tamara Figueroa           |
|             |                             |                           |                           | Erika Romero       | Daniela "Dani" Salazar    |
| Capítulo 10 | Rafael Melo                 | Katherina Zapata          | Denisse Navarrete         |                    |                           |
| 26-05       | Giorgio Da Silva            | Sin cita                  |                           |                    |                           |
|             | Marcelo Birkner             | Luisa García              | Michelle Boutaud          |                    |                           |
|             | David Nuñez                 | Claudia Rivero            | Nicole Badrie             |                    |                           |
| Capítulo 11 | Enrique Müller              | Daniela "Dani" Salazar    | Paulina Parra             |                    |                           |
| 02-06       | Felipe                      | Sin cita                  |                           |                    |                           |
|             | Andrés Fajardo              | Bisleydis Berrocal        | Patricia Virginio         |                    |                           |
|             | Patricio Arnechino          | Sin cita                  |                           |                    |                           |
| Capítulo 12 | André Etchevers             | María Paz Schmidt         | Ángela Pardo              |                    |                           |
| 09-06       | Orlando de Souza            | Sin cita                  |                           |                    |                           |
|             | Miguel Muñoz                | Romina La Gambino         | Francesca Zamora          |                    |                           |
|             | Sergio Pareto               | Carmen Gloria "Coca" Moya | Carolina                  |                    |                           |
| Capítulo 13 | Jorge "Kike" Acuña          | Francisca Mella           | Florencia Gabardós        |                    |                           |
| 16-06       | Leandro Martínez            | Paulina Calcagno          |                           |                    |                           |
| Capítulo 14 | Mario Larraín               | Rosángela Mosquera        |                           |                    |                           |
| 23-06       | Gyvens Laguerre             | Katarina Crawford         | Paula Rodríguez           |                    |                           |
| Capítulo 15 | Juan Cristóbal Foxley       | Carolina                  | Katia                     |                    |                           |
| 30-06       | Ronny Munizaga              | Sofía Muñoz               | Kary Rocco                |                    |                           |
| Capítulo 16 | Juan David Rodríguez        | Claudia Rifo              | Teresa López              |                    |                           |
| 07-07       | Rodrigo Meza                | Denisse Navarrete         | Javiera                   |                    |                           |
| Capítulo 17 | Nabih Chadud                | Mariela Fuentes           | Carolina Osses            |                    |                           |
| 14-07       | Julio Canessa               | Daniela Urrutia           | Macarena Pardo            |                    |                           |
| Capítulo 18 | Cristián "Black" Jara       |                           | Sofía Arredondo           |                    |                           |
| 21-07       | Hans "Miguelito" Malpartida | Ruth Rosas                | Pamela Meneses            |                    |                           |
|             | Pablo Vargas                | Paulina Parra             | Francisca                 |                    |                           |
| Capítulo 19 | Félix Soumastre             | Michelle Boutaud          | Camila Godoy              |                    |                           |
| 28-07       | Arturo Prat                 | Margareth Zerené          | Valentina                 |                    |                           |
| Capítulo 20 | Pablo Ruiz                  | Teresa López              | Ángela                    |                    |                           |
| 04-08       | Patricio Sotomayor          | Paulina "Paly" Godoy      | Javiera                   |                    |                           |
| Capítulo 21 | Cristian Ocaranza           | Thiare                    | Nathaly                   |                    |                           |
| 11-08       | Emeterio Ureta              | Pamela Meneses            | Marie Delannoy            |                    |                           |
| Capítulo 22 | Eric "Lelo" Manosalva       | Valentina                 | Constanza                 |                    |                           |
| 18-08       | Uri Uri Pakomino            | Catherine Herrera         | Cony                      |                    |                           |
| Capítulo 23 | Sebastián Longhi            | Marie Delannoy            | María Francisca           |                    |                           |
| 25-08       | Arturo "Kiwi" Walden        | Sin cita                  |                           |                    |                           |
| Capítulo 24 | Philippe Trillat            | Fernanda Mandiola         | Monse                     |                    |                           |
| 01-09       | Ignacio Kliche              | Roma                      |                           |                    |                           |

¹ Algunas participantes han debido abandonar el programa por razones ajenas a este.

### Curiosidades
- Cuatro chicos mantuvieron a las 30 chicas después de la primera prueba: Fabián Herrera, Klaus Polz, Hans "Miguelito" Malpartida y Uri Uri Pakomino.
- Ningún soltero fue eliminado en la primera o segunda prueba.
- El participante que menos chicas ha tenido después de la primera prueba fue Rodrigo Campos, quien después de su presentación quedó con 4 chicas.
- Hasta el capítulo 7, bajo el nombre de las participantes aparecía escrita alguna característica propia fuera de lo común. Desde el capítulo 8 en adelante, aparece el nombre y la ocupación, siendo la mayoría estudiantes universitarias.
- El momento más polémico de la temporada se vivió durante la participación de Dennis Olivares, quien en un video demostró un lado más sensible al cuidar a su madre enferma y dio un ejemplo de superación al demostrar que, a pesar de haber sido nacido y criado en un campamento, pudo salir adelante y superar la pobreza. Sin embargo, las 8 chicas restantes lo eliminaron, ante lo cual Luis Jara pide una explicación con sentido, y después de oír los comentarios de algunas que lo calificaron de "mamón", Jara hizo hincapié en el riesgo de que el programa pierda credibilidad a causa de la inmadurez de algunas razones de eliminación. Luego de este episodio muchas chicas fueron expulsadas del programa.
- El participante Patricio Arnechino obtuvo en ensayo el sí de la mayoría de las chicas, pero luego en la grabación final no logró cita.

### Apariciones en otros programas
Patricio Arnechino: Next Chile, ~ Cara & Sello.

Camila Recabarren: Fear Factor Chile, capítulo 1.

Marcela Valdivieso: Fear Factor Chile, capítulo 7.

María Paz Schmidt: Fear Factor Chile, capítulo 5 ~ Año 0.

Fabián Herrera: Latin American Idol.

Vicente Garcia: Fear Factor Chile, capítulo 8.

Carmen Gloria Moya: Cara & Sello.

Roberto Martínez: Año 0.

Denisse Navarrete: Año 0.

Giorgio Da Silva: Morandé con compañía.

Marcelo Birkner: El diario de Eva, concurso parapara invierno 2008.

David Nuñez: Fear Factor Chile, capítulo 8.

André Etchevers: Calle 7, segunda temporada, 12° eliminado ~ Fear Factor Chile, capítulo 5.

Sergio Pareto: Cara & Sello.

Jorge Acuña: Pelotón (quinta temporada).

Florencia Gabardós: Calle 7, tercera temporada, abandonó en el preámbulo.

Leandro Martínez: Rojo: Fama Contrafama (primera generación).

Mario Larraín: Pelotón (tercera temporada).

Gyvens Laguerre: Pelotón (tercera temporada).

Juan Cristóbal Foxley: Pelotón (tercera temporada).

Ronny Munizaga: Mekano.

Juan David Rodríguez: Rojo: Fama Contrafama (tercera generación).

Rodrigo Meza: Morandé con compañía, Los Cuatro Octavos.

Nabih Chadud: Pelotón (tercera temporada) ~ Circo de Estrellas.

Julio Canessa: Yingo.

Cristián Jara: La Granja VIP.

Hans Malpartida: Morandé con compañía.

Pablo Vargas: Rojo: Fama Contrafama (primera generación).

Félix Soumastre: Amor Ciego ~ Amor Ciego II ~ Yingo.

Arturo Prat: 1810 ~ 1910.

Patricio Sotomayor: Primer Plano ~ ¿Cuánto vale el show VIP? ~ Pollo en Conserva.

Cristian Ocaranza: Rojo: Fama Contrafama (tercera generación).

Emeterio Ureta: ¿Cuánto vale el show?.

Eric Manosalva: Yingo ~ Morandé con compañía.

Uri Uri Pakomino: Mekano ~ La Muralla Infernal ~ Gigantes con Vivi ~ Fear Factor Chile, capítulo 4.

Sebastián Longhi: Protagonistas de la Música ~ Academia de Opinólogos ~ Pelotón (cuarta temporada).

Arturo Walden: Zoolo TV ~ Pelotón (cuarta temporada).

Philippe Trillat: Mekano ~ Calle 7.

Ignacio Kliche: ¿Cuánto vale el show VIP?.

## Segunda temporada
En los últimos capítulos de la primera temporada, y también en los perfiles de Facebook de las chicas, era recurrente oír o leer sobre la realización de una segunda temporada, rumor que fue confirmado el 4 de noviembre en el sitio de Mega (enlace roto disponible en Internet Archive; véase el historial, la primera versión y la última). y posteriormente por Publimetro (enlace roto disponible en Internet Archive; véase el historial, la primera versión y la última)..
Su primer capítulo se emitió el miércoles 24 de noviembre de 2010 a las 22:30 con la conducción del cantante Luis Jara, y esta nueva temporada contempla presentar tanto a solteros famosos como a desconocidos. Las chicas son nuevas, salvo algunas, y pretenden presentar un look más veraniego (Fuente).
De momento no se piensa en una extensión de la temporada, pues el conductor desea enfocarse en un nuevo proyecto en el mes de marzo.

### Las chicas
Estas son las primeras 30 chicas de la temporada, ordenadas de izquierda a derecha:
| 1. Tania Vásquez           | 11. Claudia Vera            | 21. Florencia Gabardós            |
| 2. Javiera Paz             | 12. Valentina Anabalón      | 22. Jessica Flores                |
| 3. Macarena "Maca" Pardo   | 13. Carla Gonzales          | 23. Constanza Walter              |
| 4. Sofía Arredondo         | 14. María Auxiliadora Béjar | 24. Francisca Rivera              |
| 5. Constanza "Cony" Correa | 15. Celeste Díaz            | 25. Bárbara Tagle                 |
| 6. Sofía "Toty" Pérez      | 16. Catalina "Cata" D'amico | 26. Natalia Canales               |
| 7. Jhoselin Cáceres        | 17. Carolina "Caro" Zamora  | 27. Karina                        |
| 8. Linda Cáceres           | 18. Rosángela Mosquera      | 28. Carolina Osses                |
| 9. Danitta Mihovilovic     | 19. Ioulia Mansourova       | 29. María Francisca "Fran" Salces |
| 10. Natalia "Tita" Siebert | 20. Cecilia Ríos            | 30. Nathaly Acuña Letelier        |

### Historial de citas
|             | Chico                    | Chica                   | Chica reemplazante      | Abandono ¹         | Reemplazante por abandono |
| Capítulo 1  | Iván Cabrera             | Cecilia Ríos            | Verónica Chacón         |                    |                           |
| 24-11       | Jorge Constantini        | Sin cita                |                         |                    |                           |
|             | Daniel Pinto             | Sin cita                |                         |                    |                           |
| Capítulo 2  | Paul Vásquez             | Sin cita                |                         |                    |                           |
| 01-12       | Pedro Seoane             | Catalina "Cata" D'amico | Antonia Muñoz           |                    |                           |
| Capítulo 3  | Carlos Cruzat            | Sofía Arredondo         | Marisol Pavez           | Jessica Flores     | Berta Lara                |
| 08-12       | Alejandro Arriagada      | Natalia Canales         | Coty                    |                    |                           |
| Capítulo 4  | Daniel Herrera           | Natalia "Tita" Siebert  | Helen Daruich           |                    |                           |
| 15-12       | Justin Page              | Javiera Paz             | Clarisse Lima           |                    |                           |
| Capítulo 5  | Carlos Nair Menem        | Francisca Rivera        | Ángela García           |                    |                           |
| 22-12       | José Luis                | Danitta Mihovilovic     | Fernanda                |                    |                           |
| Capítulo 6  | Esteban Abdala           | Tania Vásquez           | Hoshi Oye               | Berta Lara         | Catalina                  |
| 29-12       | Waldo Martínez           | Sin cita                |                         |                    |                           |
| Capítulo 7  | Fernando Godoy           | Linda Cáceres           | Cecilia Ríos            | Sofía "Toty" Pérez | María Paz                 |
| 05-01       | Damián Bodenhöfer        | Bárbara Tagle           | Alejandra               |                    |                           |
| Capítulo 8  | Giordano Barrios         | Ángela García           | Joharí                  |                    |                           |
| 12-01       | Maximiliano Mellado      | Clarisse Lima           | Solange                 |                    |                           |
| Capítulo 9  | Christian Hunter         | Constanza Walter        | Katarina                | Verónica Chacón    | Pamela Gutiérrez          |
| 19-01       | Cristian Hardcorito Jara | Carolina "Caro" Zamora  | Gabriela                |                    |                           |
| Capítulo 10 | Marcos da Silva          | Constanza "Cony" Correa | Catalina "Cata" D'amico |                    |                           |
| 26-01       | José Miguel Furnaro      | Macarena "Maca" Pardo   | Camila                  |                    |                           |
| Capítulo 11 | Justin Taylor            | Hoshi Oye               | Nachi                   | Solange            | Gloria Noa                |
| 02-02       | Julián Bochio            | Catalina "Cata" D'amico | Javiera Paz             | Fernanda           | Sofía "Toty" Pérez        |
|             |                          |                         |                         | Rosángela Mosquera | Javi                      |
|             |                          |                         |                         | Florencia Gabardós | Pilar                     |
|             |                          |                         |                         | Catalina           | Carolina "Caro" Zamora    |
|             |                          |                         |                         | Gabriela           | Diana                     |
| Capítulo 12 | Andrés Marín             | Sin cita                |                         | Alejandra          | Rosángela Mosquera        |
| 09-02       | Luciano "Maluco" Cardoso | Ioulia Mansourova       | Carol Hernández         | Coty               | Sofía                     |
|             | Gabriel Vergara          | Antonia Muñoz           |                         |                    |                           |

¹ Algunas participantes han debido abandonar el programa por razones ajenas a este.

### Curiosidades
- Esta nueva temporada estrenó nuevas gráficas en los leds del estudio y un nuevo sonido de blackout.
- En el primer capítulo se hizo un homenaje a la ex panelista Loreto Saavedra, quien lamentablemente falleció junto a su madre luego del ataque de una jauría.
- Jorge Constantini ha sido el único soltero, en ambas temporadas, eliminado en la segunda prueba.
- Pedro Seoane, Fernando Godoy, Marco Da Silva y Julián Bochio fueron los únicos solteros de la temporada en mantener a las 30 chicas después de presentarse.
- Del capítulo 5 en adelante se utiliza una nueva gráfica de pie de pantalla y un logo animado en la esquina inferior izquierda.
- Algunos solteros propusieron una prueba asesina en lugar de formular una pregunta asesina.
- Los capítulos 7 y 10 han sido los capítulos de mayor duración entre ambas temporadas, extendiéndose hasta la 1 a. m. del jueves.
- Catalina D'amico ha sido la única chica, en ambas temporadas, que ha obtenido dos citas en el programa.
- Gabriel Vergara fue el único soltero en ambas temporadas que no formuló la pregunta asesina.
- Al final del primer capítulo se mostró la cita de Philippe y Fernanda, pero no la de Ignacio y Roma.
- En el capítulo 2 no mostraron la cita entre Iván y Cecilia, y lo hicieron al inicio del capítulo 3.
- En el capítulo 5 no mostraron la cita entre Justin y Javiera, y lo hicieron en el capítulo 6.
- En el capítulo 8 no mostraron la cita entre Damián y Bárbara, y lo hicieron en el capítulo 9.
- En el capítulo 9 no mostraron la cita entre Giordano y Ángela, y lo hicieron en el capítulo 11.
- En el capítulo 11 no mostraron la cita entre José Miguel y Maca, y lo hicieron en el capítulo 12.
- La peor presentación: En el capítulo 15, aparece MF Hernández, reemplazando a Sofía Muñoz, quien con un pobre desempeño entre 30 participantes finalmente no fue escogida por ningún galán, abandona el programa inmediatamente entre llantos y risas del público, será recordada como la chica con la aparición en TV más corta de la historia según nuestros registros